# Rościęcino
Rościęcino (deutsch Rossenthin) ist ein Dorf in der Woiwodschaft Westpommern in Polen. Es liegt in der Gmina Kołobrzeg (Landgemeinde Kolberg) im Powiat Kołobrzeski (Kolberger Kreis).

## Geographische Lage
Das Dorf liegt in Hinterpommern, etwa 105 Kilometer nordöstlich von Stettin und etwa 6 Kilometer südlich von Kolberg, am linken Ufer der Persante.

## Geschichte
In der Feldmark von Rossenthin wurden mehrere, teils bedeutende Funde aus vorgeschichtlicher Zeit gemacht: Aus der Bronzezeit stammt der Bronzeschatz von Rossenthin, der im Jahre 1890 im Moor gefunden wurde. Er besteht aus 29 gut erhaltenen Stücken, darunter Halsringe und Armringe, Bänder aus Bronzeblech (wohl Kopfbänder) und ein Halskragen. Aus der Eisenzeit stammen einige Gräber, in denen Fibeln, Armringe und Glasperlen gefunden wurden.
Die erste urkundliche Erwähnung des Dorfes stammt aus dem Jahre 1276. Damals bestätigte der Bischof von Cammin, Hermann von Gleichen, dem Kolberger Domkapitel seine Besitzungen. Der Zehnte aus dem Dorf „Rossentin“ stand dem Domdekan zu.
Das Dorf muss um diese Zeit Eigentum der adligen Familie von Rahmel gewesen sein. Denn im Jahre 1302 verkaufte ein Johannes von Rahmel gemeinsam mit seinen drei Söhnen, alle vier waren Ritter, das Dorf Rossenthin an zwei Bürger der Stadt Kolberg, darunter den späteren Bürgermeister Konrad Witte. Der Verkauf wurde im Jahre 1304 durch den Bischof von Cammin, Heinrich von Wacholz, genehmigt. Interessant ist, dass das Kaufgeschäft noch keinen Einfluss des Lehnswesens erkennen ließ, sondern das Dorf hier noch nach Art der alten slawischen Landesverfassung als erbliches Eigentum seiner (adligen) Besitzer begriffen wurde. Der Käufer Konrad Witte stiftete 1314 einen Altar im Kolberger Dom, den er mit einem Viertel des Dorfes ausstattete. In den folgenden Jahren gelangten auch die übrigen Besitzanteile des Dorfes an das Kolberger Domkapitel, mit Ausnahme eines Anteils von 2 ½ Bauernstellen, der der Stadt Kolberg gehörte. Auf diese Weise wurde Rossenthin zum größten Teil ein Dorf im Besitz des Kolberger Domkapitels, ein sogenanntes Domkapitelsdorf.
Auf der Großen Lubinschen Karte des Herzogtums Pommern von 1618 ist der Ort als „Reßentin“ eingetragen.
In Ludwig Wilhelm Brüggemanns Ausführlicher Beschreibung des gegenwärtigen Zustandes des Königlich Preußischen Herzogtums Vor- und Hinterpommern (1784) ist Rossenthin zum einen unter den Dörfern des Kolberger Domkapitels aufgeführt. Zum Domkapitel gehörten 6 ½ Vollbauernstellen und eine Halbbauernstelle, insgesamt 11 Haushalte („Feuerstellen“). Der andere Anteil von Rossenthin ist unter den Kolberger Stadteigentumsdörfern aufgeführt: „Rossenthin hat 2 ½  Bauern, welche der Cämmerey zu Colberg gehören, und 4 Feuerstellen“.
In den Jahren 1845 und 1846 wurde in Rossenthin die Separation durchgeführt. Im Jahre 1862 gab es in Rossenthin 20 Wohnhäuser, ein Schulhaus, ein Armenhaus und 40 Wirtschaftsgebäude. Es wurden 58 Pferde, 168 Rinder, 983 Schafe, 65 Schweine und 2 Ziegen gehalten.
Südöstlich von Rosenthin an der Persante wurde im 16. Jahrhundert ein Kupferhammer angelegt. Wie lange er bestand, ist nicht überliefert. Vor 1870 wurde hier ein Ausbau angelegt, der den Namen Koppendicks Grund erhielt. Nach 1905 wurde der Ausbau aufgegeben und nahebei das Wasserwerk der Stadt Kolberg angelegt. Westlich von Rossenthin am Kautzenberg entstand aus einem Krug und einem Chausseehaus eine kleine Ansiedlung, die teils als Wohnplatz Kautzenberg zur Gemeinde Rossenthin gehörte, teils aber als Wohnplätze Am Kautzenberg und Gastwirtschaft Kautzenberg zur Stadt Kolberg. Um 1900 wurde in der Feldmark des Dorfes, etwa 1 ½ Kilometer südwestlich von Rossenthin am Rand der Rossenthiner Fichten, der Wohnplatz Dassow angelegt (heute wüst).
Rossenthin erhielt an der 1895 fertiggestellten Bahnstrecke Roman–Kolberg der Kolberger Kleinbahn (heute stillgelegt) Bahnanschluss durch den Haltepunkt Kautzenberg.
Bis 1945 gehörte die Landgemeinde Rossenthin mit ihren Wohnplätzen Dassow, Kautzenberg und Wasserwerk Rossenthin zum Landkreis Kolberg-Körlin in der preußischen Provinz Pommern.
Gegen Ende des Zweiten Weltkriegs wurde Rossenthin am 4. März 1945 durch die Rote Armee eingenommen. Bei Manfred Vollack (1999) ist ein eindrücklicher Augenzeugenbericht aus diesen Tagen abgedruckt. Die Bevölkerung wurde vertrieben, als im Dorf ein Lager für deutsche Kriegsgefangene eingerichtet wurde. 1945 kam Rossenthin, wie ganz Hinterpommern, an Polen und wurde durch Polen besiedelt. Der Ortsname wurde zu „Rościęcino“ polonisiert. Heute gehört der Ort zur Gmina Kołobrzeg (Landgemeinde Kolberg).

## Entwicklung der Einwohnerzahlen
- 1816: 107[5]
- 1864: 180[5]
- 1871: 184[5]
- 1905: 249[5]
- 1919: 197[5]
- 1933: 198[5]
- 1939: 184[5]

## Persönlichkeiten
- Willi Schultz (1892–1972), deutscher Schullehrer und Volkskundler, war von 1912 bis 1933 Lehrer in Rossenthin und sammelte hier Flurnamen, Lieder, Tänze, Rätsel und Reime